# Geraldia longiplumosa
Geraldia longiplumosa là một loài ruồi trong họ Tachinidae.